# GeneCards
GeneCards es una base de datos de genes humanos que proporciona información genómica, proteómica, transcriptómica, genética y funcional sobre todos los genes humanos conocidos y probables desarrollada y mantenida por el Centro Crown del Genoma humano del Instituto Weizmann de Ciencias.
Esta base de datos tiene como objetivo el proporcionar una visión general de la información biomédica disponible sobre el gen buscado, incluidos los genes humanos, las proteínas codificadas y las enfermedades pertinentes. La base de datos proporciona acceso a recursos web gratuitos sobre más de 7000 genes humanos conocidos que integran más de 90 fuentes de datos, tales como HGNC, Ensembl y NCBI. La lista de genes se basa en los símbolos aprobados que han sido publicados por el Comité de Nomenclatura de Genes HUGO (HGNC)).